# Großpilz
Großpilze oder Makromyzeten sind unsystematische Bezeichnungen für Pilze, deren Fruchtkörper makroskopisch, das heißt mit bloßem Auge gut erkennbar sind. Darunter fallen die meisten Vertreter der Ständerpilze und manche Arten der Schlauchpilze. Der süddeutsche, österreichische und schweizerische Ausdruck „Schwammerl“ und ähnliche Bezeichnungen entsprechen weitgehend der Definition eines Großpilzes.
Dörfelt und Jetschke verstehen unter Makromyzeten Pilze, deren Fruchtkörper in irgendeiner Ausdehnung 5 mm überschreiten. Die Umgrenzung halten sie für willkürlich. Als klein definieren die Autoren 5 mm bis 5 cm große Fruchtkörper, ab 12 cm gelten sie als groß und zwischen 5 und 12 cm werden sie als mittelgroß eingestuft. Bei sämtlichen Abmessungen handelt es sich um Durchschnittswerte und keine Extremwerte. Den Makromyzeten stehen die Mikromyzeten gegenüber. Darunter verstehen Dörfelt und Jetschke Pilze, die keine oder durchschnittlich nur bis zu 5 mm große Fruchtkörper entwickeln. 

## Quelle
- Heinrich Dörfelt, Gottfried Jetschke (Hrsg.): Wörterbuch der Mycologie. 2. Auflage. Spektrum Akademischer Verlag, Heidelberg/Berlin 2001, ISBN 3-8274-0920-9.